# スタッド・レイモン・コパ
スタッド・レイモン・コパ（Stade Raymond Kopa）は、フランス・アンジェにあるサッカー専用スタジアム。リーグ・アンに所属するアンジェSCOのホームスタジアムである。
スタジアムの名称はアンジェSCOでプロキャリアをスタートさせた元フランス代表のレイモン・コパから取られたもの。

## 概要
1912年、地元アンジェ出身の実業家ジュリアン・べソンヌーによってスタジアムは建設された。アンジェ自治体がスタジアムを買収する1957年まで彼の名を冠してスタッド・べソンヌー（Stade Bessonneau）と呼ばれ、自治体運営下の1960年代にスタジアムから陸上トラックが取り除かれてサッカー専用スタジアムとなった。陸上トラック撤廃の次にサン＝レオナールスタンドが新設されると、スタジアム名がスタッド・ジャン＝ブラン（Stade Jean-Blain）に変更され、収容人数は21,000人近くまで増大した。
1993年、クラブのディビジョン・アン昇格を見据え、新たなスタンドであるコロンビエスタンド建設に伴い、スタジアムの大規模な改修が敢行された。その後、2010年にもクーベルタンスタンドを付設し、これによりピッチの4面全てが屋根付きスタンドかつ全席固定のスタジアムへと置き換えられた。
2017年3月6日、元フランス代表のレイモン・コパが死去したことを受けて当時のアンジェ市長がスタジアムの名前に彼の名前を加えることを検討していると発表し、同年3月27日、市議会の全会一致のもとスタッド・レイモン・コパ（Stade Raymond Kopa）に変更された。
2018年5月、クラブと自治体が35年間の長期融資計画を発表し、スタジアムの大規模改修に乗り出したことを公表した。